# Cereus aethiops
Cereus aethiops är en kaktusväxtart som beskrevs av Adrian Hardy Haworth. Cereus aethiops ingår i släktet Cereus och familjen kaktusväxter. Inga underarter finns listade i Catalogue of Life.

## Bildgalleri

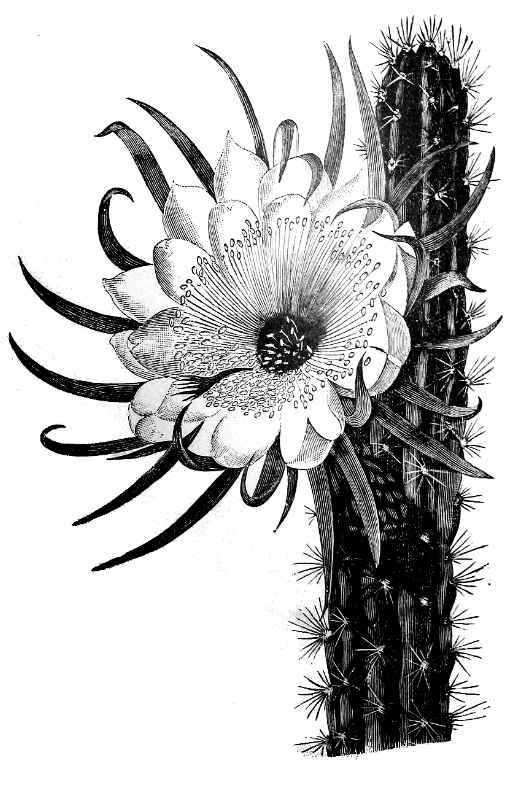
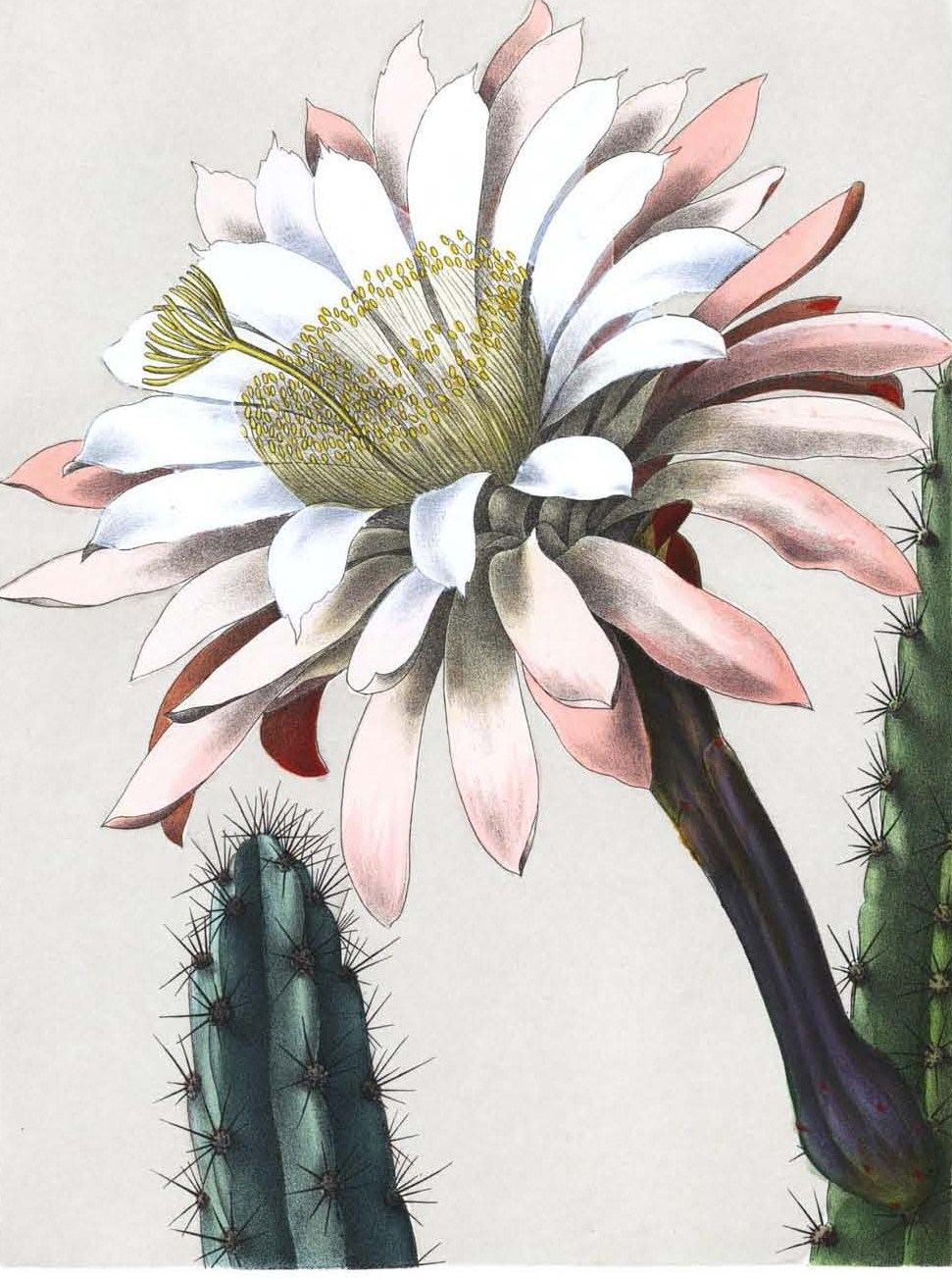
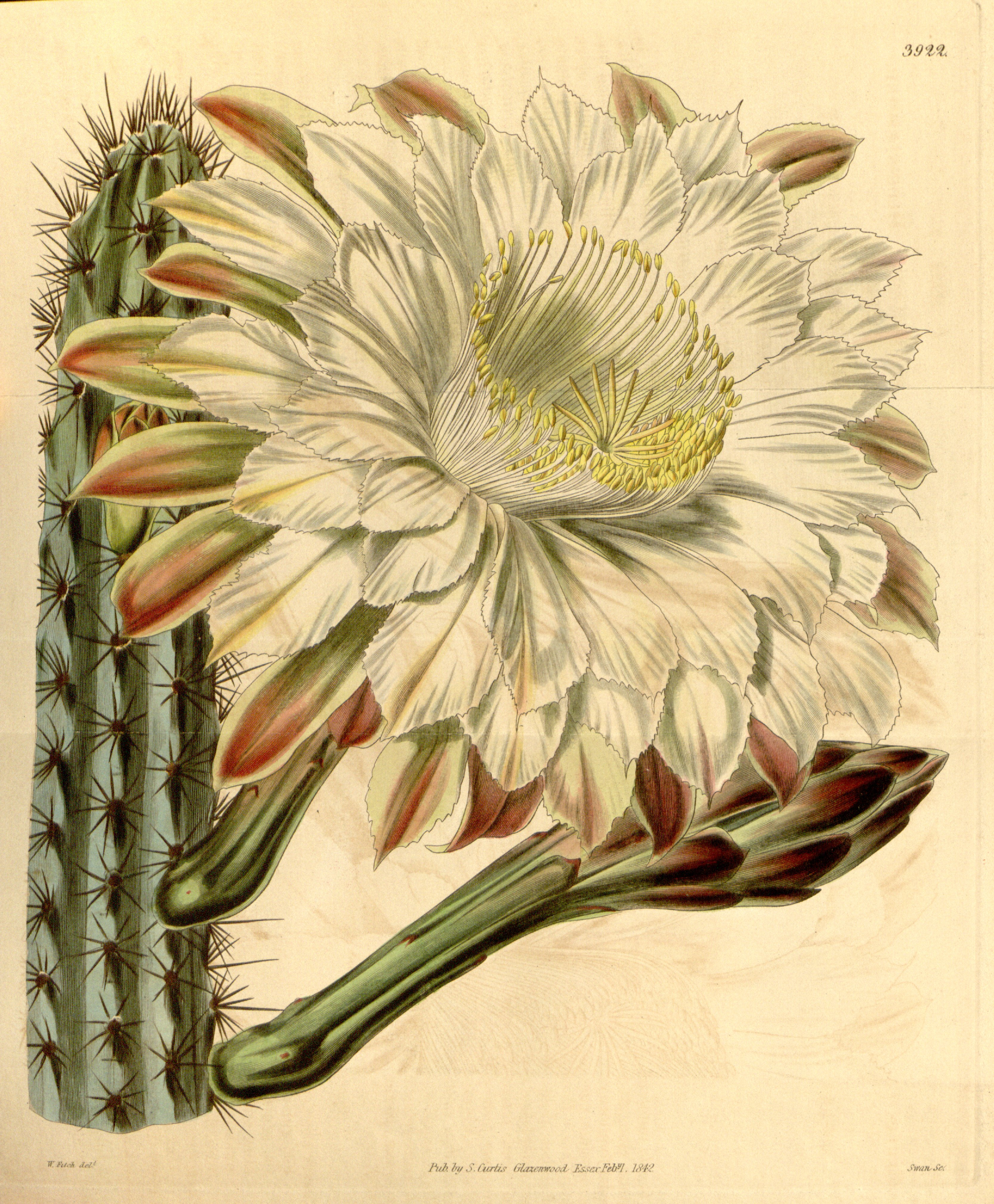
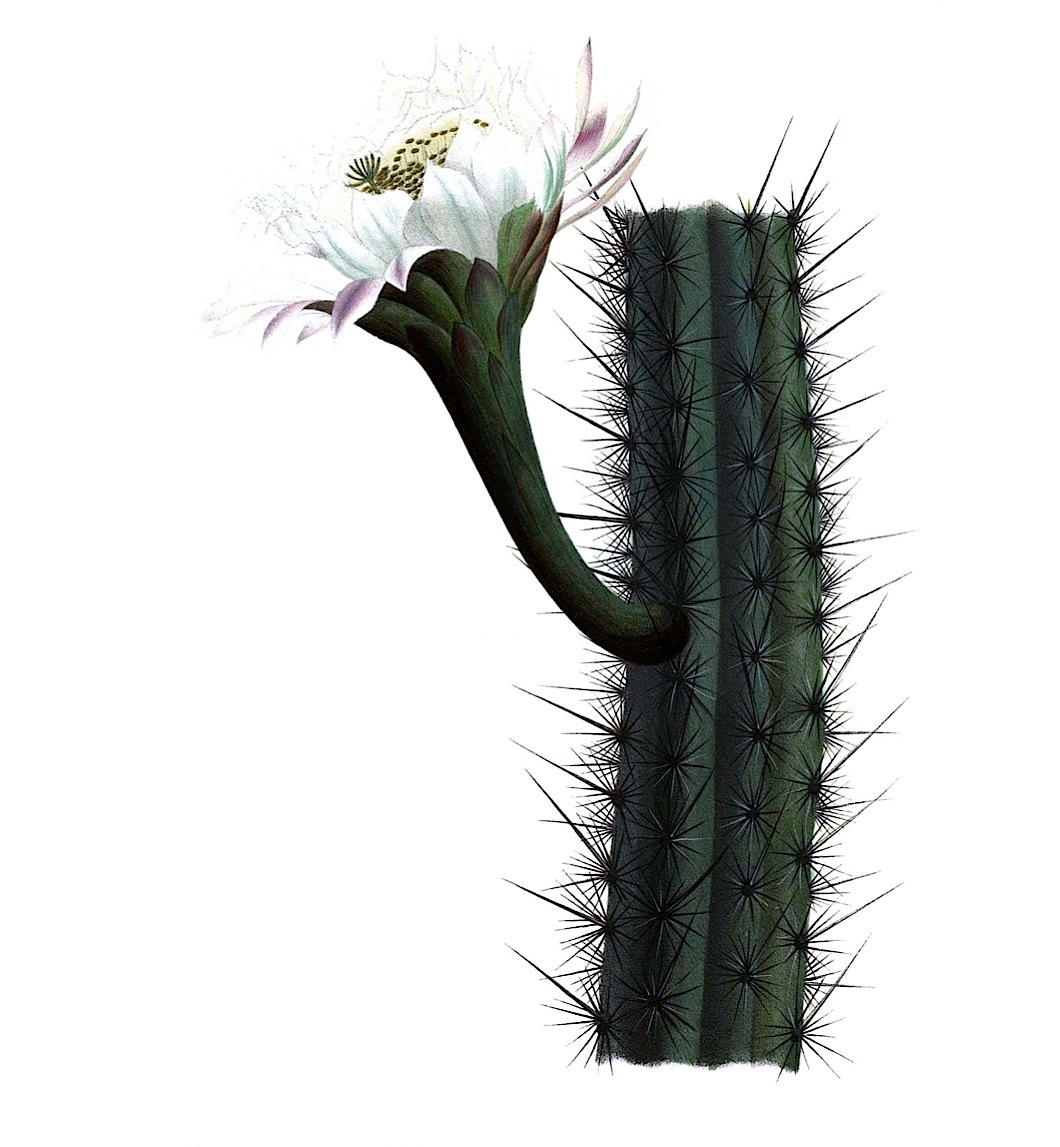
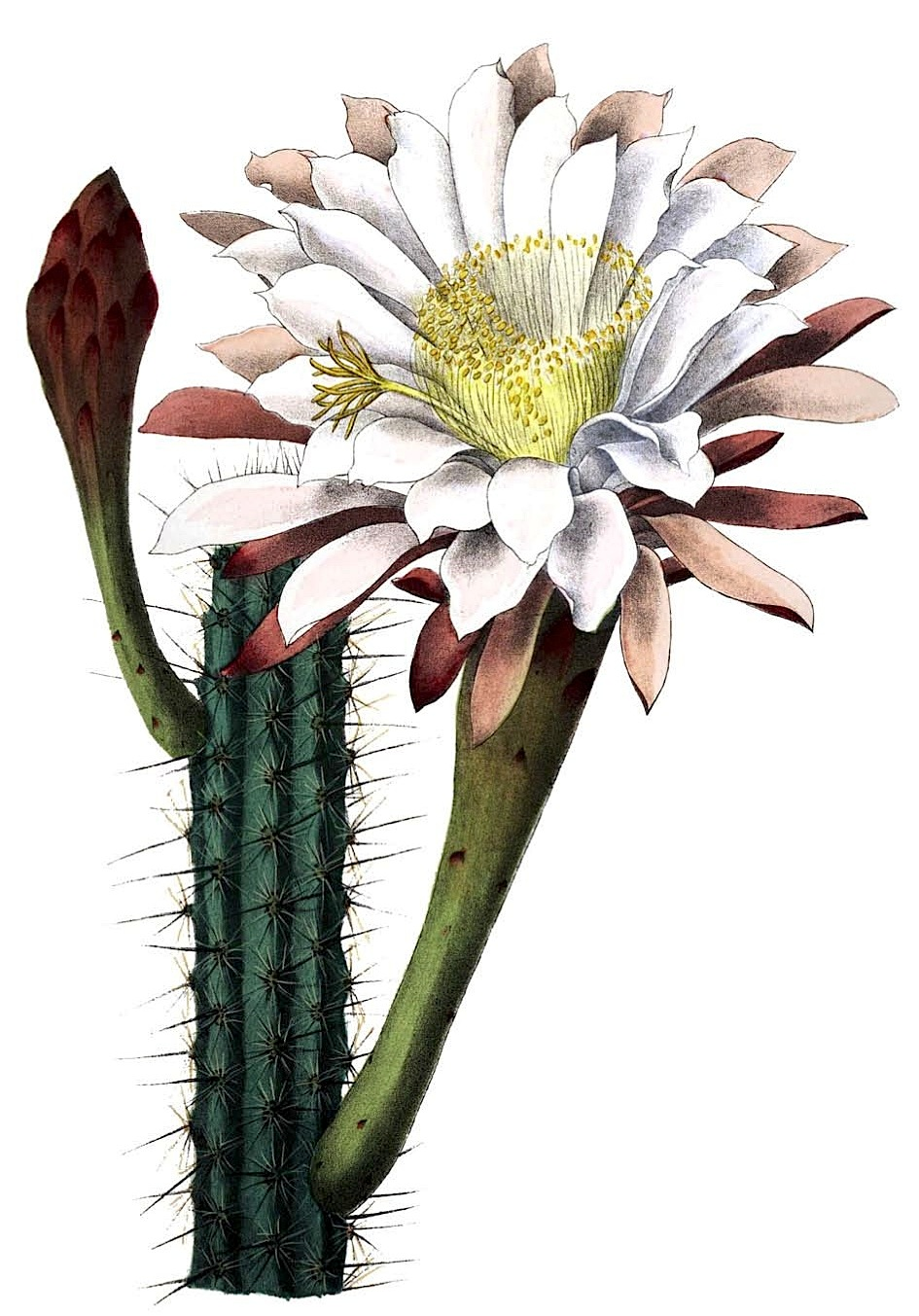
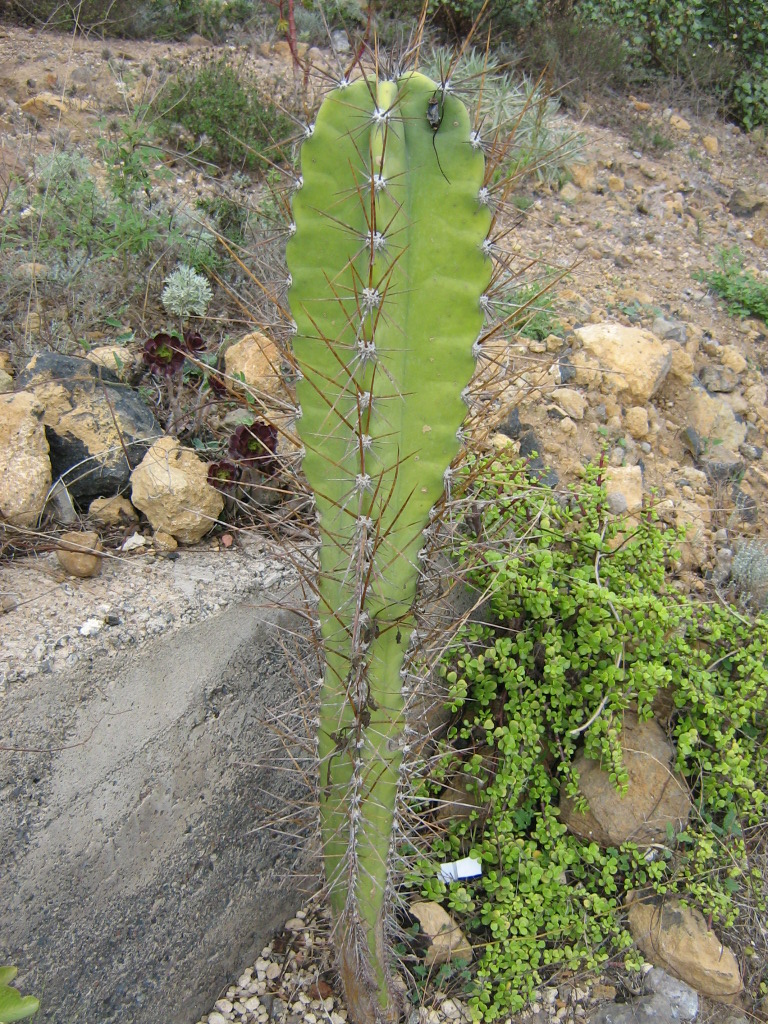